# Општина Луета (Харгита)
Луета (рум. Lueta) општина је у Румунији у округу Харгита.
Oпштина се налази на надморској висини од 768 m.